# Smileuma paularia
Smileuma paularia là một loài bướm đêm trong họ Geometridae.